# FLOWERS (ゲーム)
『FLOWERS』は、Innocent Greyが開発したミステリーADVジャンルのコンピュータゲームシリーズ。全4部作。第一章『FLOWERS -Le volume sur printemps-（春篇）』、第二章『FLOWERS -Le volume sur été-（夏篇）』、第三章『FLOWERS - Le volume sur automne -（秋篇）』、第四章『FLOWERS - Le volume sur hiver -（冬篇）』、全四篇収録の『FLOWERS - Les quatre saisons -（四季）』が発売されている。

## 解説
本作は全寮制のミッション系女学院を舞台とし、少女たちの恋愛と青春を描いた百合系ミステリィ・アドベンチャーゲームである。基本的なシステムはチャプター形式のアドベンチャーゲームだが、考え込みがちな主人公・蘇芳の性格を反映して、彼女の考えが吹き出しとして現れるという演出がとられている。
これまでInnocent Greyが発表してきた猟奇的な成人向けミステリ作品とは異なり、今作は一般向け（全年齢対応）で、18禁版の発売予定はなく、未成年のユーザーでも楽しめるようにするため、過去作品とは無関係の独立した作品となっている。Innocent Greyのスタッフである杏は、Game-Styleに寄せたコメントで「このゲームには死者が出るといったショッキングなシーンはない」と明言している。
また、Innocen Greyの代表で、本シリーズの総監督を務めるスギナミキは「本作は『マリア様がみてる』の影響を受けており、少女たちの心のつながりに重きを置いた」と話している。
2014年10月9日発売のPSP移植版にはスクリーンショット等の機能が追加された。同時発売のPS Vita版ではPSP同様の機能に加えてタッチ操作にも対応。PlayStation Vita TVでのプレイにも完全対応している。

## あらすじ

### 春篇 -Le volume sur printemps-
女子校である聖アングレカム学院は、仮初の友をつくって学園生活を共にする制度"アミティエ"を設けていた。白羽蘇芳は"アミティエ"によって自らの心の傷をいやすべく、その学校に編入した。

### 夏篇 -Le volume sur été-
匂坂マユリは白羽蘇芳と恋人同士になるも、なぜか学院を去る。同じころ、考崎千鳥という少女が編入し、八重垣えりかのアミティエとなるが、出会って早々えりかを卑怯者呼ばわりする。
ある日、生まれたばかりの子うさぎがいなくなるという事件が起き、飼育小屋の管理者である千鳥に疑いがかけられる。
千鳥本人は自分の状況については気にかけていない一方、蘇芳がうさぎの世話で寂しさを紛らわしていたことを知っていたえりかは事件の調を預かることを決め、千鳥とともに事件解決にあたった。
その後も、えりかと千鳥はアミティエとして、学院で起きた奇妙な事件の解決に動くのであった。

### 秋篇 -Le volume sur automne-
夏に、八重垣えりかに背中を押された白羽蘇芳は、学院を去った勾坂マユリの行方を探す決意をする。その中、八代譲葉はある条件を達成すれば、白羽蘇芳に「勾坂マユリが消えた事に関する手掛かりを教える」旨を伝え、白羽蘇芳はそれを達成しようと奔走する。

### 冬篇 - Le volume sur hiver -
蘇芳は、困難の末にニカイアの会の会長の座と「始まりであり終わりの七不思議」の名を得、念願だったマユリとの再会を果たすが、マユリから自分のことを忘れるように言われてしまう。

## 登場人物
登場人物は花にちなんだ名前がつけられている。各篇のタイトルロゴ背景には、物語の中心人物のモチーフとなった花々が描かれている。
白羽 蘇芳（しらはね すおう）
声：名塚佳織
誕生日:3月16日
春篇の主人公で、おとなしい少女。アミティエは匂坂マユリと花菱立花。料理部所属。
人付き合いが苦手だが、人間嫌いと言うわけではない。むしろ友人を作りたいと思う気持ちは人一倍。
心に傷を負って以来家族以外の者と交流することがなかったが、自らを変えるべく聖アングレカム学院に編入していた。
編入前は通信教育を利用していた。
秋篇でのハロウィンの仮装は「ゾンビメイド」。
冬篇ではニカイアの会の会長の座に就任し、マユリとの再会を果たした。
花：花蘇芳(マメ科)
花言葉：「高貴」「質素」「不信仰」「裏切り」「疑惑」「豊かな生涯」「目覚め」
匂坂 マユリ（こうさか マユリ）
声：岡本理絵
誕生日:6月27日
蘇芳の"アミティエ"の一人。ある悩みを解決するために、自らの意志で学院に入学した。
社交的ではあるが、たとえ"アミティエ"であっても悩みを知られないように気を付けている。
美術部に所属していた。
春篇の最後で学院を去ったのち、冬篇にて蘇芳と再会を果たす。
花：百合(ユリ科)
花言葉：「威厳」「純潔」「無垢」「華麗」「愉快」「軽率」
花菱 立花（はなびし りっか）
声：明島ゆうり
誕生日:5月15日
蘇芳の"アミティエ"の一人にして、クラス委員長。合唱部所属。紅茶の茶葉の収集が趣味で、よくお茶会を開いている。
夏篇ではマユリが学園を去ったことにより、それまでマユリに向いていた信頼が立花に向いた。
秋篇でのハロウィンの仮装は蘇芳と同じく「ゾンビメイド」。
冬篇ではニカイアの会の副会長に就任した。会長として忙しい蘇芳を心配しつつも、自分へ関心が向かないことに孤独を感じている。
花：花菱草(ケシ科)
花言葉：「私の希望を叶えて下さい」「私を拒絶しないで」
車椅子の少女/八重垣えりか（やえがき えりか）
声：佐倉綾音
誕生日:9月17日
事故で足が不自由になり、車いすを使う少女。人間嫌いで孤独を愛するが、他人をからかう為なら相手に声を掛ける事もある。
趣味は読書(本人曰く「どうしようもない書痴オタク」)とベースボール観戦と人の弱み探し。
夏篇では主人公になる。学院に転入してきた千鳥のアミティエとなり、千鳥に連れ出される形で授業に出ることが日常となる。その一方で、書痴仲間として傷心の蘇芳を気遣っている。
自他共に認める喰い道楽であり、夏篇では食事シーンが多く入っている。
秋篇でのハロウィンの仮装は「魔女」。
冬篇では自らの才能を生かしてマユリ探しに協力する。
花：ヒース(エリカ)(ツツジ科)
花言葉：「孤独」「謙遜」「休息」「心地好い言葉」「博愛」
沙沙貴 苺（ささき いちご）
声：長妻樹里
誕生日:4月13日
林檎の双子の姉。明るく人懐っこい性格の女子生徒。料理部所属。好奇心旺盛なトラブルメーカー。
好奇心が災いして騒動を起こすこともあるが、わざとではなく無知からくるものである。
夏篇では、親しかったマユリが学園を去ったことを悲しんでいたが、蘇芳を気遣い、そのことを話題に出さないようにしている。
秋篇でのハロウィンの仮装は「シャイニングの双子」。
花：苺(バラ科)
花言葉：「尊敬と愛」
沙沙貴 林檎（ささき りんご）
声：長妻樹里
誕生日:4月13日
苺の双子の妹。料理部所属。妹とは対照的におとなしい性格に見えるが、実際は怠け癖が付いているだけである。物おじしない性格で、蘇芳と仲良くなる。書痴まではいかないが、本好き。
夏篇ではマユリの件でえりかたちに声をかけずにいる。
秋篇でのハロウィンの仮装は苺と同じく「シャイニングの双子」。
花：林檎
花言葉：「名声」「選択」「評判」「選ばれた恋」
小御門 ネリネ（こみかど - ）
声：西口有香
誕生日:10月17日
ニカイアの会副会長。神出鬼没である八代譲葉の代わりに、実務をこなす事が多々ある。
ルーツはイタリアであることから、カトリックの教義を従う。
スイーツをはじめとする食べ物が大好きで、幼馴染の譲葉から「ネリーの食べ歩きの後に体重計に乗るのが怖い」と言われている。
合唱部所属で、部長。担当はソプラノ。
秋篇でのハロウィンの仮装は「外国の王妃の幽霊」。
秋篇の最後に譲葉と共に駆け落ちをし、学園を去る。冬篇では譲葉とともに海辺の町に暮らしている。
花：ネリネ(ヒガンバナ科)
花言葉：「華やか」「また会う日を楽しみに」「幸せな思い出」「輝き」「忍耐」「箱入り娘」
八代 譲葉（やつしろ ゆずりは）
声：瑞沢渓
誕生日:1月6日
ニカイアの会会長。ネリネの幼馴染にあたり、彼女をネリーと呼ぶ。
エキセントリックで行動的であるため、わがままな変わり者にも見えるが、周りへの気配りができる人物でもある。
合唱部に所属し、同時に副部長である。料理部にも所属しているが、料理が下手。また料理部にはほとんど顔を出さない。
夏篇ではマユリの件もあり、蘇芳をからかうことが減った。
趣味はスポーツ観戦、写真、ガーデニング。
秋篇では主人公となり、「一度観た物事をそっくりそのまま模写する事が出来る能力を持つこと」、「ペシミストであること」などが判明し、終盤でネリーと駆け落ちする形で学園を去る。
秋篇でのハロウィンの仮装は「ヴラド・ツェペシュ」。
花：ユズリハ(ユズリハ科)
花言葉：「若返り」「世代交代」「譲渡」
ダリア＝バスキア(Daria basquiat)
声：高城みつ
誕生日:9月2日
学院に勤務する教師でもある修道女で、姉のように慕われることが多い。
敬虔なカトリックであり宗教の面では厳格であるものの、それ以外のことに関しては柔軟に対応することもある。
クラシックバレエに明るいことから、バレエの授業を受け持っている。
ガーデニングを趣味としており、宗教以外のことに関心を持つためにも学院の温室でダリアの新品種開発に力を注いでいる。
夏篇では蘇芳のことを心配しているが、えりかの介助や編入生らの世話で手が回らずにいる。
秋篇ではえりかの介助をする必要がなくなったがゆえに孤独を感じている。
花：ダリア(キク科)
花言葉：「移り気」「華麗」「優雅」「威厳」「不安定」
外間瑞希（ほかま みずき）
声：橋本ちなみ
合唱部のピアノ担当。聖母祭でピアノを弾く予定だったが手を怪我してしまい、その代役で蘇芳がピアノを弾くことになった。
春篇では名前のみ登場。冬篇でCVとビジュアルが付いた。

### 夏篇からの登場人物
考崎 千鳥（たかさき ちどり）
声：洲崎綾
誕生日:2月1日
ある事情から学院に転入してきた少女。選考試験の結果、えりかのアミティエとなる。趣味はクラシックバレエと音楽。
芸術家肌の変わり者で、編入前は舞台をメインとした芸能活動をしていた。思った事をすぐ口に出す癖がある。
“苛立っていることに苛立っているような目つき”で他人を寄せ付けない雰囲気を持つ。他方でアミティエとしてえりかを献身的に介助する一面も見せる。
夏篇では雰囲気ゆえに恐れられていたが、秋篇ではクラスの皆にバレエの指導をするほど打ち解けている。
冬篇ではえりかと一緒に蘇芳を手伝う中で、えりかが蘇芳に好意を寄せる理由を理解していく。
花：紅千鳥(バラ科)
花言葉：「何て愛らしい」「気品」「高潔」「忠義」

### 秋篇からの登場人物
方喰たまき（かたばみ - ）
声：森なな子
誕生日:5月20日
寮長。生徒たちから「鉄の修道女」と呼ばれて恐れられている一方、譲葉からは「人情家で佳い人」と評価されている。
石蕗千佳（つわぶき ちか）
声：鈴木絵理
夏篇で考崎千鳥らと転入。秋篇のシェイプシフター事件で怪我を負う。冬篇で声優が割り当てられたほか、立花の推薦でニカイアの会の庶務に就任した。
萩原美魚（はぎわら みお）
声：ゆうきみお（優稀澪）
小御門ネリネのアミティエ。冬篇でビジュアルが付いた。

## 用語
聖アングレカム学院
物語の舞台となる三年制のミッション系女学院。
アミティエ
仮初の友を作って学園生活を共にする制度。蘇芳たちが入学する前年度まではアミティエは2人1組だったが、蘇芳たちが入学する年に3人1組になる。
ニカイアの会
聖アングレカム学院の生徒会。会長は八代譲葉、副会長は小御門ネリネ。会合場所の通称は「イズニク」。
七不思議
物語の鍵になる存在。いずれの七不思議にも「攫う怪異」であることが共通している。
 寄宿舎のシェイプシフター 
名前そのものは春篇で登場したが、これに関連する事件が起きたのは秋篇である。寄宿舎の至る所に出没し、見た相手と同じ姿になる、とされている。
 血塗れメアリー 
春篇で登場。聖遺物を触媒に鏡の前で三回「血塗れメアリー」というと出現し、呼び出した者を攫う、とされる。
 碧身のフックマン 
夏篇で登場。名の通り碧い服を着用し、手には鉤爪が付いている、とされる。
 森を彷徨うウェンディゴ 
名前そのものは春篇で登場したが、これに関連する事件が起きたのは秋篇である。森に出現し、見た者を攫う、とされる。
 鐘楼のルーガルー 
秋篇で登場。聖堂の鐘楼に出現する怪異。鐘楼へ訪れた者を攫う、とされる。
 物言わぬ真実の女神 
春篇で登場。聖母祭にて聖母役に選ばれた者が攫われる、とされる。
 アガペのタルパ 
秋篇で登場。八代譲葉曰く「物言わぬ真実の女神」の謎を解明する鍵らしい。これまでにこの七不思議に絡んだ事件が一度も発生していない唯一の七不思議である。
旧聖堂跡
秋篇にて登場。「アガペのタルパ」と同じく、「物言わぬ真実の女神」の謎を解明する鍵らしい。少し外れた所にはニワトコの木が一本だけ生えており、その許には「BASQUIAT」と書かれた墓標が立っている。
聖母祭
毎年6月に開催される学院主催の祭り。

## スタッフ
- 総監督・原画：スギナミキ
- シナリオ：志水はつみ
- プログラム：公魚
- グラフィック：とよ
- 音楽：MANYO（Little Wing）
- ムービー制作：癸乙夜（Mju:z）

## 主題歌
春篇
オープニングテーマ「FLOWERS」
歌 - 霜月はるか / コーラス - 鈴湯 / 作詞 - 高橋麗子 / 作曲 - MANYO
エンディングテーマ「花の頁」
歌 - 鈴湯 / コーラス - 霜月はるか / 作詞 - 高橋麗子 / 作曲 - MANYO
夏篇
オープニングテーマ「夏空の光」
歌 - 鈴湯 / コーラス - 霜月はるか / 作詞 - 高橋麗子 / 作曲 - MANYO
エンディングテーマ「chaleur」
歌 - 霜月はるか / コーラス - 鈴湯 / 作詞 - 高橋麗子 / 作曲 - MANYO
エンディングテーマ「chaleur」<カバーバージョン>
歌 - 考崎千鳥(CV:洲崎綾) / 作詞 - 高橋麗子 / 作曲 - MANYO
秋篇
オープニングテーマ「虹の魔法」
歌 - 霜月はるか / コーラス - 鈴湯 / 作詞 - 高橋麗子 / 作曲 - MANYO
エンディングテーマ「forked road」
歌 - 鈴湯 / コーラス - 霜月はるか / 作詞 - 高橋麗子 / 作曲 - MANYO
冬篇
オープニングテーマ「Fairy Wreath」
歌 - 霜月はるか ･ 鈴湯 / 作詞 - 高橋麗子 / 作曲 - MANYO
エンディングテーマ「Love in Bloom」
歌 - 霜月はるか ･ 鈴湯 / 作詞 - 高橋麗子 / 作曲 - MANYO
グランドフィナーレ曲「FLOWERS」三重奏
歌 - 白羽蘇芳(CV.名塚佳織) ･ 匂坂マユリ(CV.岡本理絵) ･ 花菱立花(CV.明島ゆうり) / 作詞 - 高橋麗子 / 作曲 - MANYO

## 関連商品

### サウンドドラマCD
- FLOWERS春篇『乙女たちの休日』『怪談夜話 其の一』[注釈 4]
- FLOWERS夏篇『紅千鳥のハナコトバ』『怪談夜話 其の二』『chaleur<考崎千鳥バージョン>』[注釈 5]
- FLOWERS夏篇『夏空の光』『怪談夜話 其の三』[注釈 6]
- FLOWERS秋篇『二人の時間』『怪談夜話 其の四』[注釈 7]
- FLOWERS秋篇『La chaleur du coeur』『怪談夜話其の五』[注釈 8]
- FLOWERS冬篇『Candytuft』[注釈 9]
- オリジナルサウンドドラマCD『スノウホワイト』（2018年4月20日発売）[17]
- 録り下ろしスペシャルドラマCD『Voie lactee』
- オリジナルサウンドドラマCD『ストレリチアの花言葉』（2020年4月18日発売）
- オリジナルサウンドドラマCD『オクサリスの花言葉』（2022年4月18日発売）
- オリジナルサウンドドラマCD『アベリアの花言葉』（2023年5月27日発売）

### オフィシャルファンブック・画集
- FLOWERS Le volume sur printemps official fanbook（春篇）[18]
- FLOWERS Le volume sur été official fanbook（夏篇）[19]
- FLOWERS Le volume sur automne official fanbook（秋篇）[20]
- FLOWERS Le volume sur hiver official fanbook（冬篇）[21]
- FLOWERS アートワークス 「Couleur」[22]

### 小説版
- FLOWERS 1 ―Le volume sur printemps- フラワーズ〈春篇・上〉（2018年6月、星海社、星海社FICTIONS、ISBN 978-4-06-512006-4）
- FLOWERS 2 ―Le volume sur printemps- フラワーズ〈春篇・下〉（2019年3月、星海社、星海社FICTIONS、ISBN 978-4-06-514479-4）

## 制作

### シリーズ全般
スギナはInnocen Greyのデビュー作『カルタグラ 〜ツキ狂イノ病〜』を制作中に『マリア様がみてる』を知り、心のつながりに重きを置いた百合作品を作ることを目指した。
スギナは、「流行に流されることなく、自分たちが作りたい百合を作る」という方向性を打ち出しており、ライトノベル調ではなく、耽美さや文学的な要素を求めていたため、シナリオライターには文学的な文体を得意とする志水はつみが採用された。採用されてからまもないころの志水が提出したサンプル文章はライトノベル調だったが、やり直しと話し合いを繰り返した結果、志水の持つ文学的な要素が現れ、スギナの思惑が当たる形となった。
一般的なギャルゲーのシナリオではセリフを多用するのに対し、本シリーズのシナリオはト書きを多用する。
スギナは冬篇の発売前に行われたおたぽるとのインタビューの中で、「元々『FLOWERS』は息抜きのつもりで制作を始めたが、いざ作り始めると作品を重ねるごとにより良い作品を作ろうという気持ちが強まり、息抜きどころかライフワークとも言うべき規模になってしまった」と振り返っている。その例としてスギナはCGの枚数の増加を挙げており、初期案にはなかった「季節ごとに制服のデザインを変化させる」といった作業が行われた結果、シリーズが進むにつれてCGの枚数が増加し、秋篇のCGが差分込みで春篇よりも20枚増加した。
キャスティングは、作品性と嗜好性を重視した人選が行われた。
本シリーズの音楽は、長年Innocent Greyの作品の音楽を手掛けたMANYOが制作した。
春篇では春の優雅な雰囲気を出すためにストリングスが、夏篇では涼しさを出すためにアコーディオンがそれぞれ多用されており、これらの提案はMANYOによるものである。
春篇から秋篇までの主題歌は『カルタグラ』の主題歌を歌った霜月はるかが担当しており、冬篇では霜月と鈴湯が一緒に主題歌を歌っている。
スギナは霜月を採用した理由について「歌声の中に狂気を感じさせられる」と述べている。
本シリーズははじめから全年齢向け作品として制作されており、未成年のユーザーでも楽しめるようにするため、過去にInnocen Greyが発表した成人向け作品とはつながりのない世界観が構築された。

### 春篇
春篇はブランド初の全年齢向け作品だったこともあり、スタッフは全年齢向け作品における性的表現の規制に対する理解が不十分だったため、開発末期にはCGの修正に翻弄された。
スギナは春篇ではマユリが学院を去る結末が反響を呼んだことについて、「あの結末は四部作全て通して一番重要なところなのでそれを踏まえてあの内容にした」と工画堂スタジオとの対談の中で述べたほか、冬篇発売前に行われたおたぽるとのインタビューの中でも同様の考えを示している。

### 夏篇
夏篇ではメインとなるカップルが春篇とは異なることから、きちんと恋愛してすっきりした結末を迎えることが意識され、えりかと千鳥の恋愛をメインとしつつも、マユリを想う蘇芳の姿も描かれた。その一環として、初回限定版として付属したサウンドドラマはえりかと千鳥が恋人同士という前提で物語が展開する。
また、百合ものの作品を発表しているブランドの広報担当者からのアドバイスを基に、カップリングを前面に出した広報活動が行われた。

### 秋篇
「オトナ百合」をテーマにした秋篇は、上級生である譲葉とネリーの二人に焦点を当てている。
スギナはテックジャイアンとのインタビューの中で、「本作は色気を重視しているためエロくなるのはNGであり、二人の胸回りや谷間などどうしてもエロくなりそうなところもあるが、エロさを主張しすぎないように気を付けた」と述べている。
スギナは秋篇のシナリオを「メリーバッドエンド（受け手によって解釈が変わる結末）」にするつもりだったが、本シリーズのシナリオを担当する志水はつみを説得できず、当初案からその要素を弱めた内容にした。

### 冬篇
冬篇は蘇芳とマユリの再会をメインの題材としており、スギナは2人の再開までの道のりとその後の関係が課題だったと冬篇の発売前インタビューの中で振り返っている。
初期のシナリオ案ではマユリの登場を後半に限定していたが、それでは感動するだけのいい話に終わってしまうことから、プロット全体の見直しが行われ、序盤でマユリと蘇芳が切ない再会を果たすという内容に変更された。スギナは「冬篇の制作までに想定以上の時間がかかってしまい、マユリ役の岡本理絵には待たせて申し訳ないが、その分素晴らしい演技を見ることができ、夏・秋篇で中途半端にマユリを登場させなくてよかった」と冬篇の発売前インタビューの中で振り返っている。
スギナは「秋篇が発売された段階で本シリーズ全体のプロモーションは完了しており、ユーザーにはまっさらな気持ちで冬篇を迎えてほしい」と冬篇の発売前に行われたおたぽるインタビューの中で述べており、ユーザーが冬篇の物語の結末を先に想像してしまうことを防ぐため、発売日まではホームページのCGのページをあえて公開せず、CMやパンフレットなどの宣材にはネタバレにならない素材を使用した。
また、同様の理由で冬篇のオープニングムービーも本編からの流用ではなく、本編とは別に描き下ろされたものが使用された。

## 反響・評価

### シリーズ全体
本シリーズは開発費を回収できるほどの売り上げは達成できなかったものの、コンサートなどゲーム以外の分野での活動により開発費を回収できた。
また、本シリーズの人気に伴いInnocent Greyの成人向け作品の人気も上がった。

### 春篇
春篇はユーザーから好評を持って受け入れられ、週刊ファミ通新作ゲームクロスレビューシルバー殿堂入りを果たした。
ゲームライターのTOKENはゲーム情報サイトGamerによせたコラムの中で「主人公・蘇芳に起きた一つ一つの出来事が丁寧に描かれているだけでなく、蘇芳の考えが吹き出しとして現れる演出により、彼女の心の機敏さがよく表れている」と評価している。
また、Hardcore Gamerのマーカス・エストラーダは春篇を「百合好きにとってのビッグニュース」と呼び、本シリーズのデザインを非常に美しいと評した。
その一方、ユーザーからは「物語に推理パートのヒントが少なく、推理というよりはむしろユーザーの知識を基にしたクイズのようだ」という指摘や、「レイニー止め」とあだ名されるほど衝撃的な結末についての指摘がInnocent Greyに多く寄せられた。

### 夏篇
リプトン熊田は電撃オンラインに寄せた記事の中で夏篇の第1章について、「主人公が違うためか、しっとりしていた春篇に対し、夏篇はからっとした感じがした。」と評価した。

### 秋篇
秋篇は、ユーザーの間では「メリーバッドエンド」として扱われた。

### 冬篇
風のイオナは4Gamer.netに寄せた記事の中で、冬篇のサウンドトラックについて、「外気の寒さと屋内の暖かさが同居した、季節を感じられるような上品な音楽に仕上がった」と評価した。